# Turchányi Olivér
Turchányi Olivér (Budapest, 1900. december 12. - Budapest, 1956. március 3.) magyar filmoperatőr, feltaláló.

## Életpályája
1914-től dolgozott különböző filmlaboratóriumokban, köztük Budapesten az Uranus Magyar Mozgófényképgyárnál, majd laboratóriumvezető lett az Erzsébet körút 23. szám alatti házban, ahol a laboratóriumot egy lakásban, az épület legfelső emeletén alakították ki. Ez a laboratórium elsősorban saját filmeket készített, valamint néhány egyéni filmvállalkozó filmjeit dolgozta fel. 
Turchányi az első világháború alatt háborús híradókat, riportokat készített. Megörökítette 1919-ben a magyar Tanácsköztársaság eseményeit is, köztük az 1919. május 1-i felvonulást.
A Tanácsköztársaság bukása után Ausztriába emigrált. 11 éven át Bécsben a Mondial filmgyárban dolgozott filmoperatőrként. 1932-ben tért vissza Budapestre. Turchányi Olivér két testvérével, Turchányi Gyula újságíróval és Turchányi Pállal 1936-ban megalapította és 1937 novemberében megnyitotta önálló filmlaboratóriumát a Szentes utca 60. alatti saját házban. A cég tevékenységi köre filmfelvételek készítése, kidolgozása és forgalomba hozatala volt. A társaság filmfeliratoknak Filmatyp eljárás szerint kész filmekre való benyomásával is foglalkozott. Az új laboratóriumot új, modern gépekkel szerelték fel.

## Feltalálóként
Több találmányával és szabadalmával tette nevét külföldön is ismertté (feliratbenyomó gépe Filmatyp néven világszerte elterjedt).
- Eljárás tájékoztató szöveg utólagos előállítására kész filmen című szabadalom 100 %-os jogosultja[4][5]
- Eljárás és készülék filmfeliratok előállítására című szabadalom 100%-os jogosultja (bejelentés napja: 1935. május 10., lajstromszám: 120017
- Berendezés átlátszó szövegeknek utólagos előállítására kész filmek, különösen hangosfilmek zselatinrétegében című szabadalom 100%-os jogosultja (bejelentés napja: 1935. május 24., lajstromszám: 114761

## A Filmatyp Laboratórium Kft.
„Az új laboratórium kezdetben a hagyományos berendezéssel indult. A filmvállalatok közül többen dolgoztattak nála, főleg azonban a Fox film tartozott a Filmatyp állandó ügyfelei közé. Hónapok múltán 1935. májusában újabb gépeket kapott a Filmatyp laboratórium: nagy teljesítményű automata hívó és szárítógépet szerzett be Párizsból, és azonnal be is illesztette a filmgyár munkarendjébe. Az új automatahívó- és szárítóberendezés óránként 600 méter pozitívfilmet dolgozott fel, úgyhogy négy óra leforgása alatt egy teljes játékfilmet hívhatott elő, fixírozhatott, száríthatott. Turchányi ezen kívül bevezette a filmfeliratok benyomási rendszerét saját találmánya alapján. Találmánya a Filmatyp-eljárás néven a harmincas évek végén és a negyvenes évek elején világszerte vált ismertté és nagyon sok nyugati és keleti (ázsiai) ország rendelte meg. A Filmatyp benyomógépet Turchányi ezután sorozat-eljárással készítette és rendeléseit gyorsan teljesíthette. A laboratórium 1937-ben színes benyomóüzemmel bővült és elvállalta a Bipack (stb.), a három alapszínű (Tricolor stb.) színes filmek feliratozását.
A Filmatyp laboratórium 1941-ig működött, aztán lassan elsorvadt, de a felszabadulás után ismét erőre kapott. Az 1949-ben bekövetkezett államosítás során a Filmatyp is megszüntette működését.”

1946 augusztusban letartóztatták Kovács Gusztáv filmgyártót, akit azzal vádoltak, hogy Németországba szállította Turchányi Filmatyp laboratóriumának berendezéseit és "gépszabadalmait".

## Filmjei
- 1922: Oh, du lieber Augustin (osztrák némafilm, 100 perc)
- 1922: Das Haus Molitor (osztrák némafilm)